# فریدون نوزاد
فریدون نوزاد (۶ بهمن ۱۳۰۱–۱۳ آبان ۱۳۹۵) شاعر، محقق، نویسنده و بازیگر تئاتر در سال‌های قبل از انقلاب ۱۳۵۷ بود. فریدون نوزاد محقق و مؤلف کتاب‌ها و مقاله‌های زیادی در زمینه تاریخ و سنت گیلان و همچنین تاریخ مشروطه و مؤلف لغتنامه گیله گب می‌باشد.

## زندگی‌نامه
وی در ۶ بهمن ماه ۱۳۰۱ شمسی در رشت دیده به جهان گشود. تحصیلات متوسطه را در دبیرستان نظام تهران به پایان رسانید.
سال ۱۳۱۶ به تئاتر علاقه پیدا کرده و به علت ذوق و شوقی که داشت در نمایش‌های دبیرستانی مشارکت کرد. بعد از مدتی در شرکت هنر و سپس در استودیو درام رشت نام‌نویسی کرد و پس از تعطیلی در کلاس تئاتر دریابیگی، تجربه حضور در جلسات تئاتر عبدالحسین نوشین را پیدا کرد و مدتی نیز در کلاس تئاتر پرفسور داویدسن حضور پیدا یافت و تجربه‌های نظری خود را در زمینه تئاتر و نمایش غنا بخشید. پس از این آموزش‌ها بود که به شکل جدی‌تری به تئاتر روی آورد و تا ۱۳۳۲ به جدی تئاتر را پی‌گرفت.
فعالیت‌های او در حوزه نمایش و تئاتر به ایفای نقش منحصر نماند، بلکه او دستی هم در نمایشنامه نویسی داشت و نخستین کتاب وی، نمایشنامه «در راه مکه» یا شهادت خواجه نظام الملک بوده که در سالهای ۲۲–۲۳ نوشته شد.
علاقه‌مندی او به تحقیق دربارهٔ پیشینه تئاتر منطقه گیلان سبب شد تا در همان سال‌ها نخستین کسی باشد که در زمینه ریشه‌های تاریخی تئاتر منطقه خود دست به پژوهش زند که حاصل آن کتاب «تاریخ تئاتر گیلان» شد که در سال ۲۸–۲۹ آن را نوشت.
علاوه بر آن نوزاد فعالیت‌های مطبوعاتی هم داشت و در سال ۱۳۳۲ صاحب امتیاز روزنامه انسان سوسیالیست شد که پس از کودتای ۲۸ مرداد ۱۳۳۲ امتیاز آن لغو شد. فریدون نوزاد زمانی هم سردبیر هفته نامه صفدر بود.
بخشی دیگر از علایق نوزاد به تاریخ معاصر گیلان و فعالان سیاسی آن اختصاص داشت که حاصل آن در کتاب‌های نامه‌های احمدخان گیلانی، تاریخ جراید و مجلات گیلان از آغاز تا عصر انقلاب، نقش احسان لله خان در جنبش جنگل از جمله آنهاست.
او دستی هم در ساخت تصنیف و ترانه‌سرایی داشت که از جمله آنها می‌توان به چند اثر با صدای اسدالله خان رفیع سمیعی اشاره کرد.
در سال ۱۳۹۴ مراسمی برای نکوداشت فعالیت‌های فرهنگی او برگزار و کتابی با عنوان جشن نامه فریدون گودرزی رونمایی و منتشر شد.
فریدون نوزاد محقق و مؤلف کتاب‌ها و مقاله‌های زیادی در زمینهٔ تاریخ و سنت گیلان
و همچنین تاریخ مشروطه و مؤلف لغتنامهٔ ـ گیله گب ـ می‌باشد.
فریدون نوزاد، روز پنجشنبه ۱۳ آبان ۱۳۹۵ بر اثر کهولت سن در ۹۴ سالگی درگذشت.

## آثار
- چهل تکه[۶]
- تاریخ نمایش در گیلان[۶]
- لغتنامهٔ گیل گب
- نامه‌های خان احمد خان گیلانی[۷]
- نقش احسان الله خان در نهضت جنگل
- تاریخ جراید و مجلات گیلان[۸]